# Linval Joseph
Linval Clement Joseph (Saint Croix, 10 ottobre 1988) è un giocatore di football americano statunitense che milita nel ruolo di nose tackle per i Dallas Cowboys della National Football League (NFL). Fu scelto nel corso del secondo giro (46º assoluto) del Draft NFL 2010 dai New York Giants. Al college ha giocato a football alla East Carolina University.

## Carriera

### New York Giants

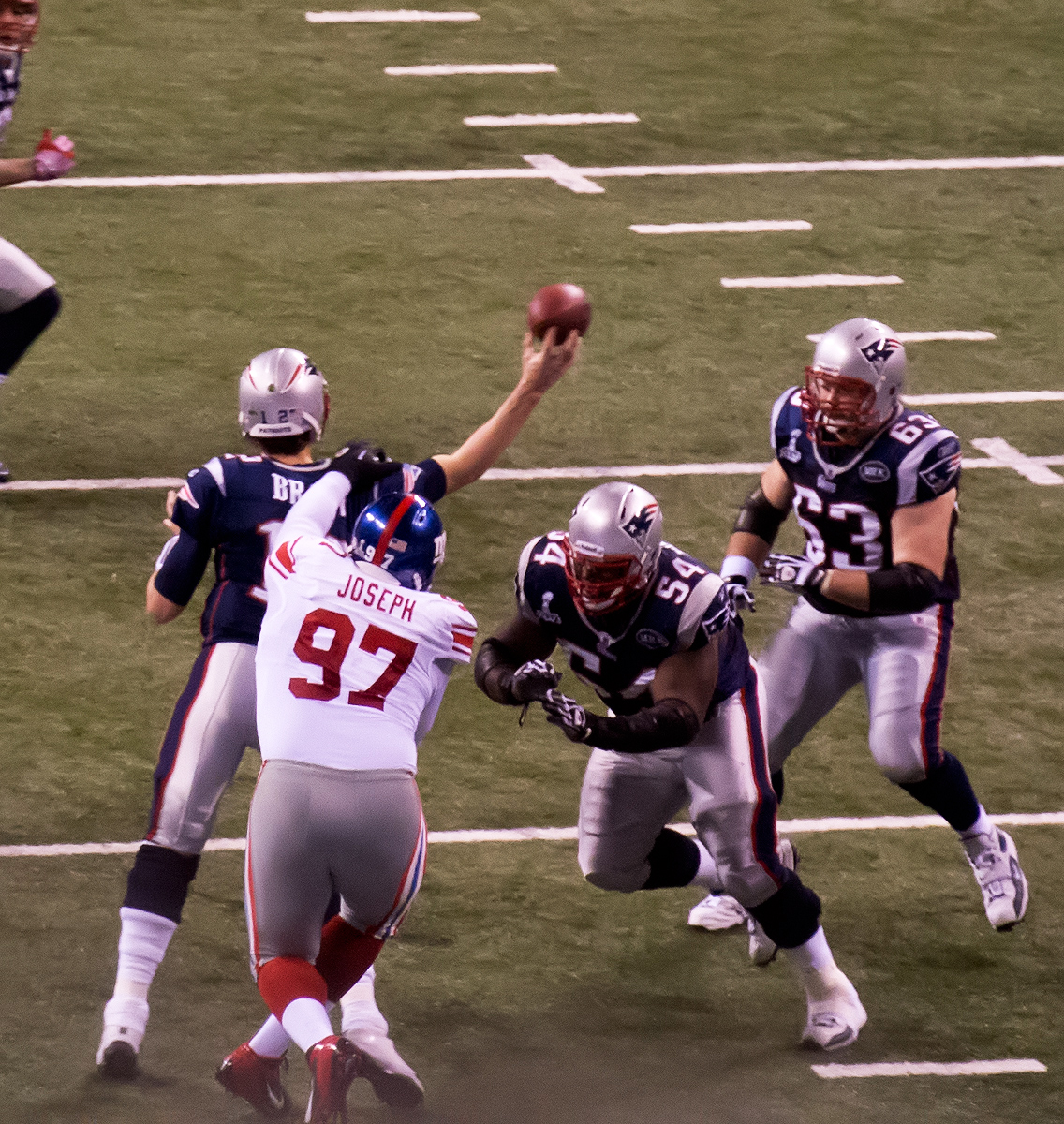
Joseph mentre contrasta il QB dei New England Patriots Tom Brady durante il Super Bowl XLVI

Joseph fu scelto nel corso del secondo del Draft 2010 dai New York Giants. Nella sua stagione da rookie, Joseph disputò sei partite, nessuna delle quali come titolare, mettendo a segno 8 tackle.
Nella stagione 2011, Linval divenne il titolare fisso di New York, disputando tutte le 16 gare della stagione regolare, tutte tranne una partendo dall'inizio, totalizzando 49 e 2,0 sack. I Giants conclusero la stagione con un record di 9-7, qualificandosi per un soffio ai playoff grazie alla vittoria decisiva sui Cowboys. Nella off-season, essi eliminarono nell'ordine gli Atlanta Falcons, i favoritissimi e campioni in carica Green Bay Packers e nella finale della NFC i San Francisco 49ers. Il 5 febbraio 2012, Joseph partì come titolare nel Super Bowl XLVI, vinto contro i New England Patriots 21-17, laureandosi per la prima volta campione NFL.
Nella settimana 8 della stagione 2012, Linval mise a segno due sack ai danni di Tony Romo nella vittoria in casa dei Dallas Cowboys. La sua stagione si concluse giocando tutte le 16 gare come titolare, con 59 tackle, 4 sack e un fumble forzato.

### Minnesota Vikings
Divenuto free agent, l'11 marzo 2014 firmò con i Minnesota Vikings un contratto quinquennale del valore di 31,5 milioni di dollari. Il 19 marzo i Vikings annunciarono che Joseph aveva scelto il 98 come suo nuovo numero di maglia (il 97 indossato a New York era già utilizzato da Everson Griffen.
Nella settimana 9 della stagione 2015, Joseph mise a segno sette tackle (di cui tre con perdita di yard da parte degli avversari) e un sack condiviso nella gara contro i St. Louis Rams, venendo premiato come miglior difensore della NFC della settimana.
Nel 2016, Joseph fu convocato per il suo primo Pro Bowl al posto dell'infortunato Aaron Donald, convocazione bissata anche l'anno seguente in sostituzione di Fletcher Cox, impegnato nel Super Bowl LII.

### Los Angeles Chargers
Il 19 marzo 2020 Joseph firmò con i Los Angeles Chargers un contratto biennale del valore di 17 milioni di dollari.

### Philadelphia Eagles
Il 16 novembre 2022 Joseph firmò un contratto di un anno con i Philadelphia Eagles. Il 12 febbraio 2023 partì come titolare nel Super Bowl LVII ma gli Eagles furono sconfitti per 38-35 dai Kansas City Chiefs.

### Buffalo Bills
Il 2 novembre 2023 Joseph firmò un contratto di un anno del valore di 3,72 milioni di dollari con i Buffalo Bills. Con essi disputò sette partite mettendo a segno un sack.

## Palmarès

### Franchigia
- Super Bowl : 1

New York Giants: Super Bowl XLVI
- National Football Conference Championship: 2

New York Giants: 2013
Philadelphia Eagles: 2022

### Individuale
- Convocazioni al Pro Bowl: 2

2016, 2017
- Difensore della NFC della settimana: 1

9ª del 2015